# Free Me
Free Me е вторият студиен албум на английската певица Ема Бънтън, издаден през 2004 година. Албумът успява да достигне седмо място във Великобритания.

## Списък с песните

### Оригинален траклист
1. „Free Me“ – 4:28
2. „Maybe“ – 3:43
3. „I'll Be There“ – 3:23
4. „Tomorrow“ – 3:55
5. „Breathing“ – 4:00
6. „Crickets Sing for Anamaria“ – 2:46
7. „No Sign of Life“ – 3:38
8. „Who the Hell Are You“ – 3:18
9. „Lay Your Love on Me“ – 3:23
10. „Amazing“ (с Луис Фонси) – 4:06
11. „You Are“ – 3:46
12. „Something So Beautiful“ – 3:46

### Американско издание
1. „Free Me“ (Dr. Octavo Seduction Remix) – 3:38
2. „Free Me“ (Full Intention Freed Up Remix) – 4:01

## История на издаване
| Държава        | Дата              | Музикален издател |
| -------------- | ----------------- | ----------------- |
| Великобритания | 9 февруари 2004   | Polydor Records   |
| Австралия      | 19 юли 2004       | Universal Music   |
| Бразилия       | 20 септември 2004 | Universal Music   |
| Германия       | 21 януари 2005    | Universal Music   |
| САЩ            | 25 януари 2005    | 19 Entertainment  |

## Позиции в музикалните класации
| Държава                          | Позиция |
| -------------------------------- | ------- |
| Великобритания (UK Albums Chart) | 7       |
| САЩ (US Top Heatseakers)         | 30      |